# Tengizmeer
Het Tengizmeer (Kazachs: Теңіз көлі) is een meer in het noordelijke centrale deel van Kazachstan. Het zoutmeer heeft volgens de Grote Sovjet Encyclopedie (1969-1978) een oppervlak van 1590 km² en ligt op 305 meter boven zeeniveau. De wateroppervlakte bedraagt begin 21e eeuw 1380 km², de afmetingen bedragen circa 45x30 km, het is gemiddeld 2,5 meter diep. In het meer liggen veel eilanden. Van december tot begin april is het water bevroren, met een ijsdikte tot een meter. Het meer wordt gevoed door de rivier Noera maar heeft geen afvoer, daarom is het water zout met een gehalte van 18,2‰. In het voorjaar, na het smelten van de sneeuw, is de waterstand wat hoger dan in de rest van het jaar. Er komt geen vis voor. De oevers aan de noord- en noordwestkant zijn zacht en slibachtig, de zuid- en zuidwestkant is solide met zandsteenlagen en een oever die tot 1,5-2,0 m hoog is.

## Korgalzhyn-Natuurreservaat
Het Tengizmeer met de omliggende steppen vormen het Korgalzhyn-Natuurreservaat. Als bijzonderheid huist er een van de noordelijkste kolonies (gewone) flamingo's.  Andere voorkomende soorten zijn: kraanvogels, daaronder de ernstig bedreigde siberische witte kraanvogel, pelikanen en verschillende soorten roofvogels. In totaal leven er rond de 300 vogelsoorten. Het reservaat is een belangrijk rustpunt voor trekvogels en herbergt dan een van de grootste concentraties vogels in heel Azië. Het meer zelf kan al rond de 15 miljoen vogels van voedsel voorzien. Het landschap eromheen bestaat voornamelijk uit boomloze steppen. Hier komen wolven, marmotten en de saiga-antilope voor.
Sinds 2008 behoort het natuurgebied tot het werelderfgoed Saryarka van de UNESCO. 
Het meer staat op de Ramsar-lijst als belangrijk vogelgebied.
Op 16 oktober 1976 stortte het ruimtevaartuig Sojoez 23 per ongeluk neer in het meer tijdens een noodlanding. De reddingsoperatie was lastig aangezien het ontsnappingsluik onder water lag.

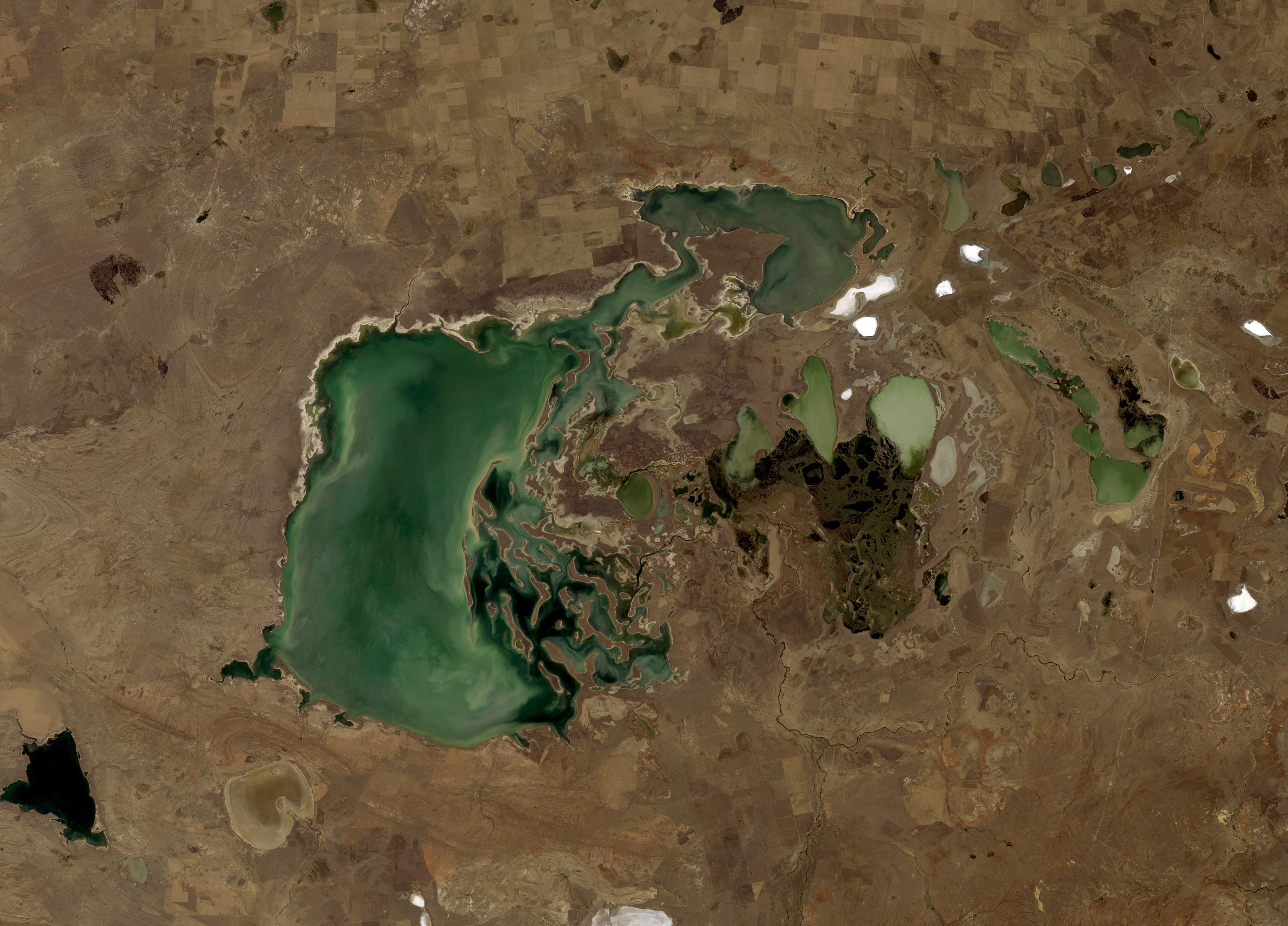
Tengizmeer met een relatief hoog waterniveau (15 sept. 1998).
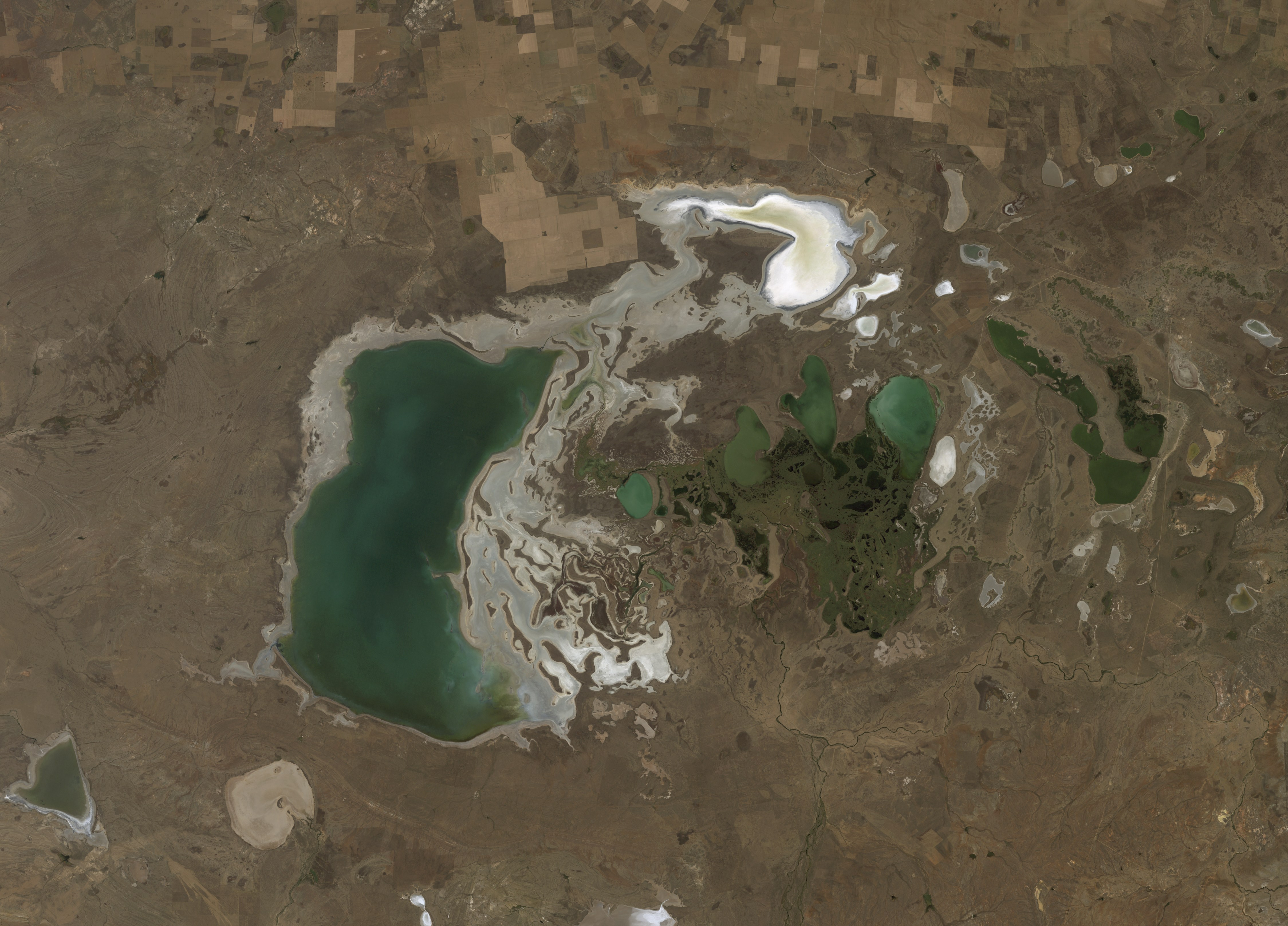
Tengizmeer met relatief laag waterniveau (3 sept. 2011), het noordoostelijk deel en de randen zijn opgedroogd.